# Моррис, Джулианн
Джу́лианн Мо́ррис-Пола́ха (англ. Julianne Morris-Polaha; род. 8 мая 1968, Колумбия) — американская актриса.

## Биография
Родилась 8 мая 1968 года в городе Колумбия (Южная Каролина), США, но когда ей исполнилось 3 месяца она вместе со своей семьёй переехала во Флориду.
С 7 июня 2003 года Джулианн замужем за актёром Кристоффером Полаха (род. 1977). У супругов есть три сына: Кристоффер Кейлеб Полаха-младший (род.28.07.2004), Мика Полаха (род. 06.04.2006) и Джуд Полаха (род.02.01.2011).

## Карьера
Джулианн дебютировала в кино в 1994 году, сыграв роль Трейси Пинкем в фильме «Охота на ведьм». В 1998—2002 года играла в мыльной опере «Дни нашей жизни». Вместе со своей семьёй иногда проводит время в Индии и работает с детьми.